# Vengaboys
Vengaboys är en nederländsk popgrupp bildad 1997 av den nederländska DJ-duon Wessel van Diepen och Dennis van den Driesschen, kända som Danski & Delmundo. Gruppen frontades ursprungligen av sångarna och dansarna Kim Sasabone, Denise Post-Van Rijswijk, Robin Pors och Roy den Burger, medan Danski & Delmundo fokuserade på att producera låtarna i studion. Gruppen nådde sin höjdpunkt i slutet av 1990-talet med de brittiska singelettorna "Boom, Boom, Boom, Boom!!" och "We're Going to Ibiza".
Vengaboys upplöstes 2004 men återförenades 2006 och är fortfarande aktiva.

## Diskografi
Studioalbum
- 1998 - The Party Album
- 2000 - The Platinum Album

Samlingsalbum
- 1998 - Greatest Hits!

Remixalbum
- 2000 - The Remix Album
- 2014 - Xmas Party Album

Singlar
- 1997 - "Parada de Tettas"
- 1998 - "To Brazil"
- 1998 - "Up & Down"
- 1998 - "We Like to Party"
- 1998 - "Boom, Boom, Boom, Boom!!"
- 1999 - "We're Going to Ibiza"
- 1999 - "Kiss (When the Sun Don't Shine)"
- 2000 - "Shalala Lala"
- 2000 - "Uncle John from Jamaica"
- 2000 - "Cheekah Bow Bow (That Computer Song)" (med Cheekah)
- 2001 - "Forever as One"
- 2010 - "Rocket to Uranus" (med Perez Hilton)
- 2013 - "Hot, Hot, Hot"
- 2014 - "2 Brazil"
- 2014 - "Where Did My Xmas Tree Go"
- 2015 - "All We Wanna Do"
- 2015 - "Montego Bay"